# Bordolano

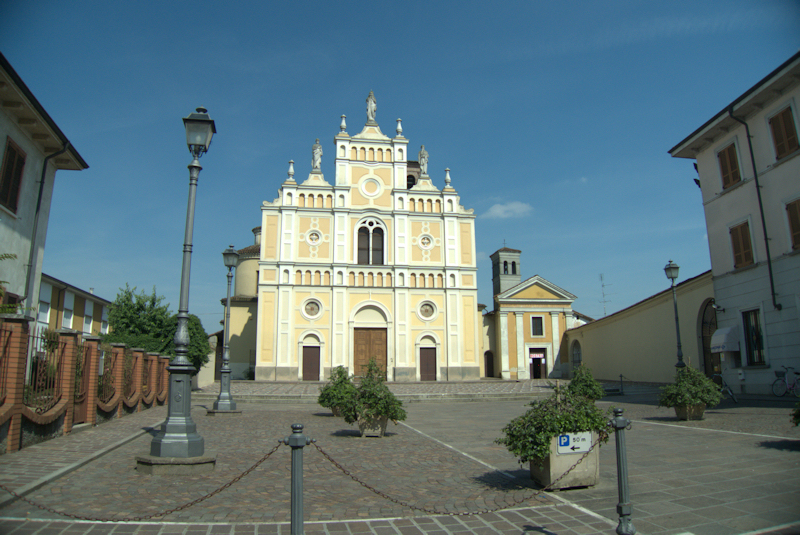
Kirche gewidmet Jakobus dem Älteren

Bordolano ist eine norditalienische Gemeinde (comune) mit 586 Einwohnern (Stand 31. Dezember 2023) in der Provinz Cremona in der Lombardei. Die Gemeinde liegt etwa 17 Kilometer nordnordwestlich von Cremona und etwa 25 Kilometer südöstlich von Crema im Parco dell'Oglio Nord, direkt am Flusslauf des Oglio. Die Gemeinde grenzt unmittelbar an die Provinz Brescia.